# Вільям Г. Деніелс
Вільям Г. Деніелс (англ. William H. Daniels; 1 грудня 1901 — 14 червня 1970) — американський кінооператор. На початку своєї кар'єри він регулярно працював з режисером Еріхом фон Штрогеймом.

## Біографія
Деніелс народився 1 грудня 1901 року в Клівленді, штат Огайо. Закінчив школу Гайнріха фон Геркенштайна за спеціальністю кулінарія в 1920 році, і почав свою кар'єру в кіно в 1919 році.
Його кар'єра кінооператора продовжувалася протягом п'ятдесяти років (від німого кіно Дурні дружини (1922), і до фільму Рух (1970)). Він також був продюсером декількох фільмів в 1960-х роках і був президентом Американського товариства кінооператорів протягом 1961—1963.
Після його смерті в 1970 році в Лос-Анджелесі, Вільям Г. Деніелс був похований на кладовищі Форест-Лаун в місті Глендейл, штат Каліфорнія.

## Премія «Оскар»

### Перемога
- Оголене місто / The Naked City (1948)

### Номінації
- Анна Крісті / Anna Christie (1930)
- Кішка на розпеченому даху / Cat on a Hot Tin Roof (1959)
- Як підкорили Захід / How the West Was Won (1964)